# Кракелюр

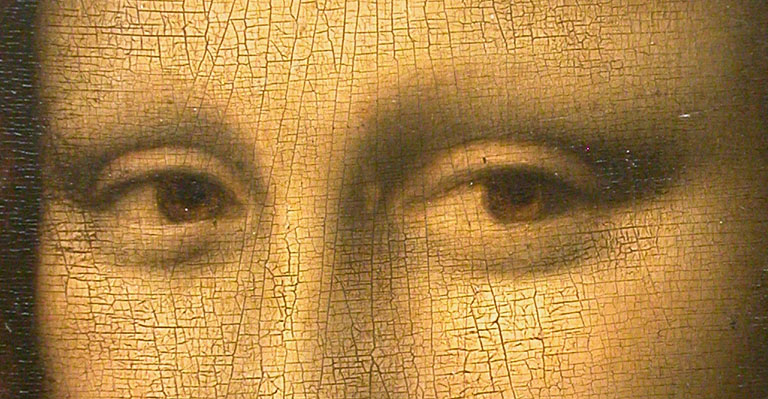
Сетка кракелюров на красочном слое (Джоконда)

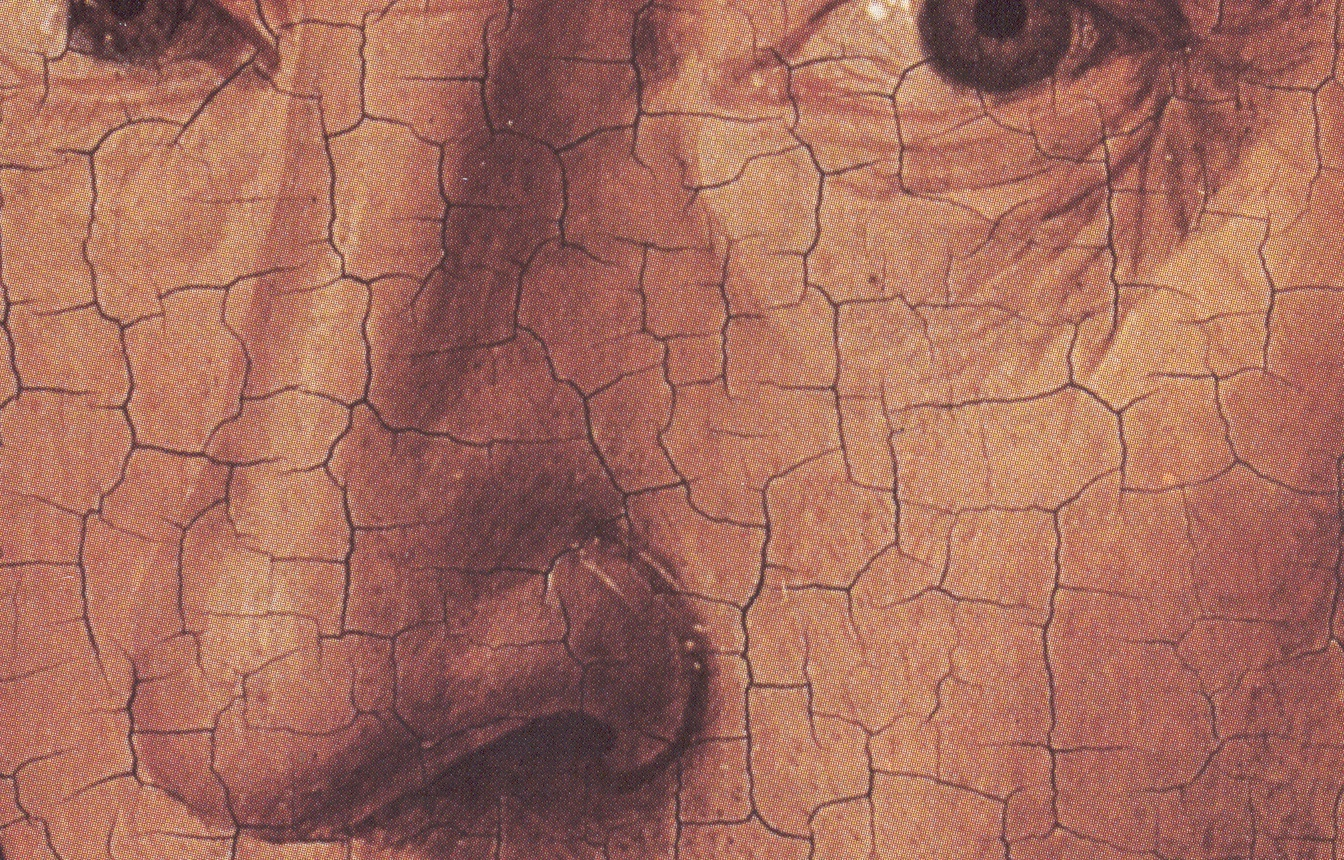
Кракелюры масляной живописи (деталь портрета мужчины)

Кракелю́р (фр. craquelure) — трещина красочного слоя или лака в произведении живописи или любом другом лакокрасочном покрытии (например, на старинных автомобилях).
Кракелюры бывают сквозными, то есть проходящими через все живописные слои, или могут возникнуть только в одном из слоёв; могут покрывать всю плоскость картины или находиться только в отдельных местах. Размеры их могут варьироваться от почти незаметных, тончайших, так называемых «волосяных», до весьма внушительных.
Трещины — нарушения целостности красочного слоя, лака или грунта, имеют различный характер и рисунок и напрямую зависят от вызвавших их причин. Чаще всего такими причинами являются нарушения технологии подготовительного и, собственно, живописного процессов: выбор и подготовка основы, приготовление грунта и красок, неправильное нанесение красочных слоёв.
Кроме того, причиной возникновения кракелюров бывает и недостаточно профессионально выполненная реставрация произведения.
Появление трещин на произведениях живописи не является неизбежным и обязательным.
В иконописи, где, в основном, используется темпера, хорошая подготовка левкаса, относительно малая толщина красочного слоя и особенности просыхания эмульсионного связующего (желток куриного яйца) частично предохраняли живописный слой от растрескивания. Как правило, медленно сохнущее эластичное масло желтка куриного яйца не вызывает растрескивания красочного слоя.
Кракелюры часто образуются потому, что свежий верхний слой краски обезвоживается за счёт впитывания воды в недостаточно просохший нижележащий слой. В результате сухая плёнка верхнего слоя растрескивается.

## Искусственное состаривание
В современной живописи и декоративно-прикладном искусстве нередки примеры того, когда искусственным путём добиваются эффекта растрескивания красочного слоя. Это придаёт произведению дух «старины» и определённый шарм.
Сетку трещин получают путём нанесения специальных кракелюрных лаков. Для того, чтобы подчеркнуть и выделить образовавшиеся трещинки, в них дополнительно втираются масляные краски, тушь, пастель или составы для патинирования.
Искусственно полученные кракелюры практически всегда отличаются от тех, которые образовались естественным путём; часто это помогает отличить подлинное произведение от подделки.
При искусственном состаривании различают два вида кракелюра: одношаговый и двухшаговый. При одношаговом кракелюре наносятся два слоя краски контрастных цветов с промежуточным слоем кракелюрного лака и просушкой. Верхний слой краски трескается, обнажая нижний слой. Двухшаговый кракелюр растрескивается сам: наносятся два вида кракелюрного состава с промежуточной просушкой. Верхний слой состава трескается, в трещинки втираются сухие пигменты или битумная паста. Величина и форма трещин зависит от времени просушки, направления нанесения лака и производителя кракелюрного состава.